# 农业六十条
《农村人民公社工作条例（草案）》，1961年3月22日中央工作会议通过，共10章60条，故简称《农业六十条》或《农村六十条》。

## 背景
包括負責農村工作之中共領導人在內，沒有像毛澤東重視生產小隊（相當原來初級社）之地位和權力:239。有人民公社兩年多，反覆實踐，又深入細緻調查研究，可以說，毛澤東已認識到，集體經濟並非越大越好、越有利於解放生產力；相反，規模太大，隨之而來就是平均主義，只能破壞農民生產積極性，嚴重影響和束縛生產力之發展:240。
1961年2月25日，陶铸挂帅，陈伯达辅助，廖鲁言、田家英、赵紫阳、王录等人起草，中央广州会议讨论，胡乔木等人修改，定名《农村人民公社工作条例（草案）》。3月5日，毛澤東在廣東省委三號樓，主持召開中共中央政治局常委擴大會議，著重談人民公社體制問題:244-245。最後毛澤東再次強調，公社規模要劃小；這是毛澤東之性格，凡是他認定之事情，非堅持到底不可，誰都難以改變:247。根據毛澤東意見，3月11日起，劉少奇主持三北（東北、華北、西北）會議在北京召開，毛澤東主持三南（中南、西南、華東）會議在廣州召開:249。參加三北會議人員，3月14日分乘兩架專機，抵達廣州，當晚毛澤東在廣東省委小島餐廳，召開中央政治局常委擴大會議:252從3月15日開始，兩會合一，重新編組:253。3月22日，會議通過《農村人民公社工作條例（草案）》，共60個條文，故稱「六十條」:255。3月23日，廣州中央工作會議閉幕，毛澤東再次講話，主題仍是調查研究:256。由於社、隊規劃小，又加大生產小隊之權力，原來人民公社「大」字已被基本否定；毛澤東又說所謂「公」只是表現在積纍上，而且兩三年內又不能搞積纍，「公」字事實上也發生很變化；毛澤東沒有否定人民公社制度，但內容同公社化運動時大力宣傳之「一大二公」是大大不同:262。3月29日正式向全国下发。

## 沿革
1961年5月21日至6月12日，北京中央工作會議召開；形成《農村人民公社工作條例（修正草案）》，取消供給制，實際上取消公共食堂制度:270-271。6月15日正式通过第二个《六十条》（《农村人民公社工作条例（修正草案）》）。第二次廬山會議，從8月23日開到9月16日:276。受中央委託，田家英為中央起草《關於改變農村人民公社基本核算單位問題的指示》，主張基本核算單位大體相當於初級社之規模，就全國大多數地區來說，以二三十戶為宜，12月12日寫出初稿；毛澤東決定提交即將召開之中央工作會議討論決定，後經七千人大會討論通過後，於1962年2月13日發出:289。實際上也是對原先設想之那種帶有空想色彩之「一大二公」之人民公社制度在相當程度上之否定:290。
1962年9月，中共八届十中全会通过第三个《六十条》。
1978年，中共十一届三中全会通过第四个《六十条》。

## 内容
确定了以生产队为基本核算单位的人民公社体制。社员的私有财产“永远归社员所有，任何人不得侵犯”。规定家庭副业的经营范围。